# Історико-статистичний опис Харківської єпархії
«Історико-статистичний опис Харківської єпархії»  (рос. дореф.  Историко-статистическое описаніе Харьковской епархіи) — книга українського церковного історика, громадського діяча та джерелознавця  Гумілевського Д. Г.(Філарета). У книзі розглянуто як історія християнства у Слобідській Україні, так й історія Слобожанщини взагалі. Автор на час видання книги був єпископом Харківським та Охтирським, отож зміг торкнутися історії заснування багатьох населених пунктів тогочасної Харківської губернії (сучасна  Харківщина, Сумщина та Бєлгородщина).
До робіт Гумілевського неодноразово зверталися інші письменники, як до доволі авторитетного джерела. Багалій Д. І., Щелков К. П.,  Лукомський Г. К. вказували «Історико-статистичний опис Харківської єпархії» як одне із використаних джерел. Сучасні історики, такі як Парамонова А. Ф., також використовують напрацювання цієї книги.
Книга неодноразово перевидавалася як за часів Російської імперії, так й у часи вільної України. Первісне видання 1852 року, складалося з п'яти окремих томів (відділень). Харківське перевидання 2005 року вийшло у трьох томах.
Також книга цікава тим, що за часи які пройшли після написання книги, деякі населенні пункти які названі у книзі вже припинили своє існування, чи зникли як самостійні одиниці увійшовши до складу інших населених пунктів, тож книга є одним з небагатьох джерел цих місцин.

## Зміст книги

### Відділок I. Короткий огляд єпархії і монастирі
Заснування Слобідсько-Української церкви, її ієрархія, сьогочасний стан єпархії. Існуючі монастирі. Скасовані монастирі.
Існуючі монастирі: Харківський Покровський монастир, Курязький Преображенський монастир, Хорошівський жіночий монастир, Харківський Миколаївський жіночій монастир, Святогірська Успенська пустинь, Охтирський Троїцький монастир.
Скасовані монастирі: Сумський Успенський монастир, Сумський Предтечі монастир, Михайлівська пустинь, Озерянська Богородична пустинь, Зміївський Миколаїв монастир, Краснокутський Петропавлівський монастир, Сіннянський Покровський монастир, Вільнянський монастир, Аркадіївська пустинь, Чугуївський Успенський монастир, Чугуївська Володимирська пустинь, Гороховатська пустинь.

### Відділок IV.Чугуївськіокруги військових поселень. ПовітиЗміївськийтаВовчанський

#### І.Чугуївськіокругивійськових поселень.
1.Чугуївський округ. Заснування Чугуєва, храми міста Чугуїв, мешканці. Слободи та селища: Кам'яна Яруга, Зарожне, Велика Бабка,  Малинівка, Ново-Покровськ. 
2. Печенізький округ.  Печеніги (Ново-Бєлгород), Базаліївка, Артемівське. 
3. Балаклійський округ.  Балаклія (Ново-Серпухов), Протопопівка, Петрівське, Лозовенька. 
4. Андріївський округ. Андріївка (Ново-Борисоглібськ), Шелудьківка (Ново-Андріївка), Геніївка, Скрипаї, Шебелинка, Михайлівка.

#### ІІ.Зміївський повіт
1.Перший округ: Зміїв, Черкаський Бишкин, Лиман, Соколове, Таранівка, Бірки, Гуляй-Поле, Костянтівка, Височинівка, Борова, Введенське, Тернова.
2.Другий округ: Олексіївська фортеця, Охоче, Берека, Верхній Бишкин, Преображенське (Кабаньє).
3.Третій округ: Пришиб, Леб’яже село, Гнилиця.

#### ІІІ.Вовчанський повіт
1.Перший округ: Вовчанськ, Верхній Салтів, Нижній Салтов, Рубіжне, Графське (Андріївка), Білий Колодязь.
2.Другий округ: Мартове, Хотімля, Великий Бурлук, Шипувате, Нижній Бурлук, Писарівка.
3.Третій округ:  Вільхуватка, Козинка, Хатнє,  Миколаївка, Єфремівка.

### Відділок V.Ізюмський,Куп'янськийтаСтаробільський повіти.Куп'янськііСтаробільськіокруги військових поселень.

#### І.Ізюмський повіт
1.Перший округ: Ізюм, Цареборисів, Шендриголів, Студенок, Комарівка.
2.Другий округ: Савинці, Кам'янка (Стратилатівка), Левківка, Іванівка, Куньє.
3.Третій округ: Співаківка, Заводи, Чепіль, Велика Камишоваха, Мечебилова слобода.
4.Четвертий округ: Слов'янськ, Маяки, Ямпіль, Райгородок, Щурове, Знаменське.
5. П’ятий округ: Барвінкове, Богодарівка, Олександрівка, Привілля, Курулька.

#### ІІ.Куп'янський повіт
1.Перший округ: Куп'янськ, ПристінВолоська Балаклія (Щеняче), Сенькове, Гороховатка, Радьківка, Верхня Дуванка, Юр'ївка.
2.Другий округ: Дворічна, Кам'янка, Тополі, Ново-Вільшана, Петропавлівка, Гнила (Покровське).

#### ІІІ.Куп'янськііСтаробільськіокруги військових поселень
Куп'янські округи 
1.Перший округ: Сватова лучка (Ново-Катеринослав), Нижня Дуванка.
2.Другий округ: Кремінна (Ново-Глухів), Краснянськ, Мілуватка, Кабаньє.
Старобільські округи 
1.Перший округ: Закам'янка, Осинове, Білолуцьк, Закотне.
2.Другий округ: Боровеньки, Новотроїцьк (Новоастрахань), Шульгинка.

#### IV.Старобільський повіт
1.Перший округ: Старобільськ, Штормове, Караяшник (Петропавлівка), Чернігівка.
2.Другий округ: Старий Айдар, Новий Айдар, Трьохізбенськ, Слобода Борівська, Смолянинове, Безгинівка, Муратове.
3.Біловодський округ: Біловодськ, Городище, Євсуг, Колядівка, Бараниківка.
4. Білокуракинський округ: Тарабанівка (Павлівка), Білокуракине, Олександрівка, Новобіла (Ново-Біла).
5. Деркульський округ: Марківка, Курячівка, Микільська слобода.

## ПеревиданняПарамонова А. Ф.
У 2005 році було перевидана книга, зусиллями Харківського приватного музею міської садиби та зокрема Парамонова А. Ф., книга Гумілевського була перевидана у трьох томах. Перші два томи, включають в себе п'ять відділів первісної книги. Третій том перевидання включає в себе життєпис  Гумілевського, описи його служби у Ризі, Чернігові та у Харкові. Також ідуть роз'яснюючі примітки, до первісного видання. Також до цього перевидання йде передмова Парамонова.

## Видання
- Историко-статистическое описаніе Харьковской епархіи. Отдѣленіе I. Краткій обзоръ епархіи и монастыри. — М.: типографія В. Готье, 1852. — 236с. (рос. дореф.);
- Историко-статистическое описаніе Харьковской епархіи. Отдѣленіе II. Уѣзды Харьковскій и Валковскій. — М.: типографія В. Готье, 1857. (рос. дореф.);
- Историко-статистическое описаніе Харьковской епархіи. Отдѣленіе III. Уѣзды Ахтырскій и Богодуховскій, Сумскій и Лебединскій. — М.: типографія В. Готье, 1857. (рос. дореф.);
- Историко-статистическое описаніе Харьковской епархіи. Отдѣленіе 4. — Х.: Университетская типографія, 1857. — 462с. (рос. дореф.);
- Историко-статистическое описаніе Харьковской епархіи. Отдѣленіе 5. — Х.: Университетская типографія, 1857. — 462с. (рос. дореф.);
- Историко-статистическое описание Харьковской епархии. В трех томах. Том I. — Х.: Харьковский частный музей городской усадьбы, 2005. — 336с.(рос.);
- Историко-статистическое описание Харьковской епархии. В трех томах. Том II. — Х.: Харьковский частный музей городской усадьбы, 2005. — 108с.(рос.);
- Историко-статистическое описание Харьковской епархии. В трех томах. Том III. — Х.: Харьковский частный музей городской усадьбы, 2006. — 278с.(рос.);